# هارپر لی
نل هارپر لی (به انگلیسی: Nelle Harper Lee) (زاده ۲۸ آوریل ۱۹۲۶ – درگذشته ۱۹ فوریه ۲۰۱۶) رمان‌نویس اهل ایالات متحده آمریکا بود که در سال ۱۹۶۰ به خاطر نگارش کتاب کشتن مرغ مقلد برنده جایزه پولیتزر برای رمان شد.

## زندگی‌نامه
او در مونروویل در غرب ایالت آلاباما به دنیا آمد. پدرش یک وکیل بسیار معروف بود. تحصیلات خود را در «رشتهٔ حقوق» در دانشگاه آلاباما به اتمام رساند. در سال ۱۹۵۰ میلادی به نیویورک آمد و تا پیش از شروع کار نویسندگی، در یک مؤسسهٔ هواپیمایی کار می‌کرد. دلبستگی‌های او، گذشته از نویسندگی، گردآوری خاطرات روحانیون سده نوزدهم میلادی، جرم‌شناسی و موسیقی است.
هارپر لی که زنی خجالتی بود، سال‌ها به زندگی آرام و بسیار خصوصی خود ادامه داد و همواره تقاضاها برای مصاحبه را رد می‌کرد. او گاهی در آپارتمانش در نیویورک و سایر اوقات همراه خواهر وکیلش به نام آلیس لی، در مونروویل آلاباما زندگی می‌کرد.
وی پس از سکته و از دست دادن بخشی از شنوایی و بینایی خود، در سال‌های پایانی عمرش در یک خانهٔ سالمندان زندگی می‌کرد.
هارپر لی در ۱۹ فوریه ۲۰۱۶ و در سن ۸۹ سالگی درگذشت.

## کشتن مرغ مقلد
کشتن مرغ مقلد که یکی از پرفروش‌ترین رمان‌های تاریخ است، نخستین بار در سال ۱۹۶۰ انتشار یافت. از این کتاب فیلمی به همین نام نیز با شرکت گریگوری پک ساخته شده‌است.

## کتابشناسی
- کشتن مرغ مقلد (۱۹۶۰)
- برو و دیده‌بانی بگمار (۲۰۱۵) (Go Set a Watchman)